# Romy Schneider
Romy Schneider (23 tháng 9 năm 1938 tại Viên – 28 tháng 5 năm 1982 tại Paris) là diễn viên người Áo nổi tiếng ở thế kỷ 20. Tên thật của bà là Rosemarie Magdalena Albach-Retty, còn Romy Schneider là nghệ danh do mẹ bà - Magda Schneider - đặt cho. Romy Schneider được sinh ra tại thủ đô Viên của nước Áo trong một gia đình có nhiều người làm diễn viên từ bà nội (Rosa Albach-Retty), bố (Wolf Albach-Retty) và mẹ. Trong đó, mẹ của bà trở nên khá nổi tiếng trong những năm 1933 – 1945. Bố mẹ của Romy Schneider li dị năm 1945.
Năm 1949, Romy Schneider bắt đầu học ở trường dòng. Đến năm 15 tuổi (1953), bà chuyển sang học ở trường Nghệ thuật Köln và may mắn nhận được một vai diễn trong bộ phim Wenn der weiße Flieder wieder blüht (Khi đóa hoa trắng nở thêm lần nữa) sau lời để cử của mẹ bà (cũng tham gia bộ phim này). Sau đó, bà liên tục nhận được các vai diễn trong các phim của đạo diễn Ernst Marischka như Mädchenjahre einer Königin (1954 - kể về quá trình lên ngôi của nữ hoàng Anh Victoria); Die Deutschmeister (1955); loạt phim Sissi gồm: Sissi (1955), Sissi - Die junge Kaiserin (1956) và Sissi - Schicksalsjahre einer Kaiserin (1957). Điều đặc biệt là mẹ của Romy Schneider - bà Magda Schneider - đều tham gia trong cả bốn phim này, trong đó bà đóng vai mẹ của Sissi (vai do Romy Schneider đóng) ở cả ba bộ phim về Sissi. Đến bộ phim thứ 4 về Hoàng hậu Sissi, Romy Schneider đã từ chối và đã tuyên bố là bà đã chán vai trò đó.
Romy Schneider còn có các nghệ danh khác như Romy Albach-Retty, Rosemarie Magdalena Schneider, Romy Schneider-Albach...

## Các phim tiêu biểu
| - 1982 - Die Spaziergängerin von Sans-Souci - 1981 - Garde à vue - 1981 - Fantasma d'amore, với Marcello Mastroianni - 1980 - La Banquière, với Jean-Louis Trintignant - 1980 - La Mort en direct, với Harvey Keitel, Harry Dean Stanton, Max von Sydow... - 1979 - Clair de femme, với Yves Montand - 1979 - Bloodline, với Audrey Hepburn, James Mason, Omar Sharif... - 1978 - Une histoire simple - 1977 - Gruppenbild mit Dame - 1976 - Une femme à sa fenêtre, với Philippe Noiret - 1975 - Le Vieux fusil, với Philippe Noiret - 1975 - Les Innocents aux mains sales, với Rod Steiger - 1975 - L'Important c'est d'aimer, với Klaus Kinski - 1974 - Le Trio infernal, với Michel Piccoli - 1974 - Le Mouton enragé, với Jean-Louis Trintignant - 1973 - Le Train, với Jean-Louis Trintignant - 1972 - César et Rosalie, với Yves Montand, Isabelle Huppert... - 1972 - The Assassination of Trotsky, với Richard Burton, Alain Delon... - 1971 - Bloomfield, với Richard Harris - 1970 - Qui? | - 1970 - Les choses de la vie, với Michel Piccoli - 1969 - La Piscine, với Alain Delon - 1966 - Triple Cross, với Christopher Plummer, Trevor Howard, Yul Brynner, Claudine Auger... - 1966 - 10:30 P.M. Summer, với Peter Finch - 1965 - What's New, Pussycat, với Peter Sellers, Peter O'Toole, Woody Allen, Ursula Andress... - 1964 - Good Neighbor Sam, với Jack Lemmon - 1962 - Le Combat dans l'île, với Jean-Louis Trintignant - 1962 - Boccaccio '70 - 1959 - Katia - 1959 - Ein Engel auf Erden, với Jean-Paul Belmondo - 1958 - Christine, với Alain Delon - 1958 - Mädchen in Uniform, với Lilli Palmer - 1957 - Sissi - Schicksalsjahre einer Kaiserin - 1956 - Sissi - Die junge Kaiserin - 1956 - Kitty und die große Welt - 1955 - Sissi - 1955 - Die Deutschmeister - 1954 - Mädchenjahre einer Königin - 1954 - Feuerwerk - 1953 - Wenn der weiße Flieder wieder blüht |